# Kurt Moons
Kurt Moons, né le 13 novembre 1963 à Termonde, est un homme politique belge, membre du Vlaams Belang (VB).

## Biographie
Kurt Moons nait le 13 novembre 1963 à Termonde.
Aux élections législatives fédérales de 2024, Kurt Moons est élu à la Chambre des Représentants.